# Tranches de vie (série télévisée, 2010)
Cet article concerne la série québécoise. Pour la série française, voir Tranches de vie (série télévisée, 2007).
Pour les articles homonymes, voir Tranches de vie (homonymie).
Tranches de vie est une série télévisée humoristique québécoise en cinquante épisodes de 23 minutes diffusé entre le 22 septembre 2010 et le 25 mars 2013 sur le réseau TVA.

## Synopsis
Tranches de vie est une comédie à sketchs réunissant quatre couples aux prises avec les multiples conflits que génère la vie moderne. La série s’inspire du quotidien de la vie à deux où les situations les plus banales peuvent prendre des tournures complètement folles. Chaque semaine, de merveilleux comédiens mettent leurs talents à contribution pour vous donner des bons moments de rires et de pur plaisir.

## Distribution

### Acteurs principaux
- Jean-Michel Anctil : Jean-Guy Laliberté
- Édith Cochrane : Claire Lussier
- William Legault-Lacasse : Samuel (fils de Claire et Guy)
- Laurie-Ann Proulx : Carolanne Laliberté (fille de Claire et Guy)

- Raymond Bouchard : Daniel Pelletier
- Pauline Martin : Murielle Tremblay
- Benoît Mauffette : Éric Pelletier (fils de Murielle et Daniel)
- Annie Charland : Nathalie

- Emmanuel Bilodeau : Luc Faucher
- Josée Deschênes : Suzanne Godin
- Sébastien Gauthier : Richard
- Guillaume Sylvain : Julien
- Sylvie Bouchard : Marie

- Émilie Bibeau : Amélie Giroux
- Olivier Morin : Jean-François
- Steve Laplante : Mathieu Côté
- Maxime Tremblay : Bruno Roy

### Personnages secondaires et figurants
- Aziz Saadallah : Saïd
- Khadija Assad : Aïcha
- David Savard : Guy
- Sonia Cordeau : Karine
- Marc-François Blondin : Dave
- Sandrine Bisson : Julie
- Claude Préfontaine : Lionel, le père de Luc
- Charles Lafortune : client
- Yves Amyot : Le Célébrant

## Fiche technique
- Concepteur : Gilbert Dumas
- Script-éditeur : Yves Lapierre
- Réalisateurs : François Bégin et Gilbert Dumas
- Productrice au contenu et productrice déléguée : Sylvie Fréchette
- Auteurs : Yves Amyot, François Archambault, Sylvie Bouchard, René Brisebois, François Camirand, Sylvain Charbonneau, Benoît Chartier, Simon Cohen, Martine D'Anjou, Nicolas Forget, Dominic Quarré, Pierre-Louis Sanschagrin et Guillaume Wagner
- Directeur artistique : Michel Marsolais
- Musique originale : Tim Rideout
- Société de production : TVA Productions

## Épisodes

### Première saison (2010)
La première saison de dix épisodes a été diffusée du 22 septembre au 24 novembre 2010.
1. C'est le week-end
2. Titre inconnu
3. L'Entretien et la remise en forme
4. Temps de couple
5. Faut couper: le rapport de l'argent
6. Hi Tech
7. L'Invitation
8. Changements
9. La Vie, l'amour
10. Magasinages

### Deuxième saison (2011)
La deuxième saison de vingt épisodes a été diffusée du 19 janvier au 23 mars 2011, puis du 14 septembre au 16 novembre 2011.
1. Les Grands changements
2. Cause toujours… tu m'intéresses
3. Toute vérité n'est pas bonne à dire…
4. Les points sur les i et les barres sur les t (mise au point)
5. Les Accommodements raisonnables (les aménagements raisonnables)
6. À chaque guenille, son torchon
7. Des Oh! Et des ébats (Libido)
8. Je vieillis pas… je mûris (vieillir)
9. Toute bonne chose a une fin… et un début (point de rupture)
10. Meilleurs moments
11. La Vie qui… brasse!
12. Le Pouvoir (la face cachée… de l'autre)
13. En amour, on ne calcule pas! (L'Argent)
14. La Maladie du bonheur (Le Bien-être)
15. Le Travail c'est la santé… les congés en plus!
16. Rêve d'idéal… réveil brutal! (la recherche de l'idéal)
17. Routine… extra sauce
18. Les Peurs (chéri fais-moi peur)
19. La Perfection
20. Meilleurs moments II

### Troisième saison (2012)
La troisième saison de dix épisodes est diffusée du 17 septembre au 19 novembre 2012.
1. Ma place, ta place… Plus ça brasse, plus c'est pareil!
2. L'image - Au-delà des apparences
3. Les erreurs et le stress - Tu m'énarves!
4. La surprise
5. Les compromis et la négociation - 100… compromis
6. Les conséquences - j'haïs le monde réel
7. S'enfarger dans les fleurs… du détail
8. Attache ta tuque avec de la broche
9. Le Jour J!
10. titre inconnu

### Quatrième saison (2013)
La quatrième saison de dix épisodes est diffusée du 21 janvier au 25 mars 2013. Les titres sont inconnus.